# Леопард (сериал)
«Леопард» (итал. Il Gattopardo) — итальянский телесериал, экранизация одноимённого романа Джузеппе Томази ди Лампедуза. Его премьера состоялась на стриминговом сервисе Netflix 5 марта 2025 года.

## Сюжет
Действие разворачивается в Сицилии XIX века. История принца Салины и его семьи на фоне исторических и социальных потрясений.

## В ролях
- Ким Росси Стюарт — дон Фабрицио Корбера ди Салина
- Дева Кассель — Анжелика Седара
- Сол Нанни — Танкреди Фальконери
- Бенедетта Поркароли — Кончетта Корбера ди Салина
- Паоло Калабрези — падре Пирроне
- Франческо Колелла — дон Калоджеро Седара
- Астрид Мелони — Мария Стелла ди Салина
- Грета Эспозито — Кьяра

## Производство
Продюсером сериала стал Фабрицио Донвито из компании Indiana Production в тандеме с Moonage Pictures. Соавторами сценария стали Ричард Уорлоу и Бенджи Уолтерс, режиссёром выступил Том Шэнкленд, также ряд эпизодов поставят Джузеппе Капотонди и Лаура Лучетти. Сценарий написал Паоло Буонвино.
Съёмки начались в 2023 году на Сицилии. Места съемок включают Палермо, Катанию и Сиракузы. Сериал будет состоять из шести эпизодов.
В апреле 2023 года к актерскому составу присоединились Дева Кассель, Ким Росси Стюарт, Сол Нанни, Паоло Калабрези, Франческо Колелла, Астрид Мелони и Грета Эспозито.
Саул Нанни исполнил роль Танкреди Фальконери, ранее сыгранную Аленом Делоном в 1963 году. Актёр считает большой честью сыграть такой « эмблематичный » персонаж и идти по следам такого « невероятного » актёра, как Делон. Для подготовки к роли Танкреди он перечитал роман Джузеппе Томази ди Лампедузы и пересмотрел фильм Висконти, стараясь понять сложные динамики семейных и социальных отношений сицилийской аристократии 1860-х годов.
Дева Кассель исполняет роль Анджелики Седары, сыгранной Клаудия Кардинале в 1963 году. Она решила готовиться к роли, сосредоточив внимание на современном видении режиссёров, а не черпая вдохновение от Кардинале.